# Arado SD I
L'Arado SD I fu un aereo da caccia monomotore, monoposto e biplano, sviluppato dall'azienda aeronautica tedesca Arado Flugzeugwerke GmbH nei tardi anni venti e rimasto allo stadio di prototipo.
Progettato da Walter Rethel l'SD I fu il primo modello specificatamente realizzato dall'azienda per il mercato militare, e il primo, benché clandestinamente, a ottenere un contratto di fornitura da parte del Reichswehrministerium, tuttavia le sue impegnative caratteristiche di volo consigliarono di abbandonarne il progetto a favore di uno più convenzionale.

## Storia del progetto
Nei primi anni venti, al fine di aggirare le limitazioni all'aviazione militare e civile imposte alla Repubblica di Weimar dal Trattato di Versailles, venne iniziata una collaborazione con il costituendo governo dell'Unione Sovietica che prevedeva la realizzazione di stabilimenti nel loro territorio. Gli accordi in seguito, nel 1928, permisero al personale militare del Reichswehr di poter fondare una scuola di volo clandestina per la formazione dei propri piloti presso le strutture dell'originaria pista di volo a Lipeck, dove si testavano anche i nuovi velivoli prodotti su richiesta del governo sovietico da assegnare ai reparti della propria aeronautica militare, la Voenno-vozdušnye sily (V-VS).
Questo permise al Reichswehrministerium, il ministero della difesa tedesco del periodo, di poter sviluppare segretamente i primi velivoli da combattimento emettendo a sua volta specifiche tecniche per la realizzazione dei modelli, costruiti illegalmente in territorio tedesco, che dovevano ricostituire la propria forza aerea. Un ulteriore passo venne compiuto dall'inizio del 1930, quando cessarono i corsi di formazione per piloti da ricognizione per istituire quelli per piloti da caccia costituendo la WIVUPAL (Wissenschaftliche Versuchs und Preussanstalt fuer Luftfahrzeuge) ed eliminando i vecchi modelli da ricognizione biposto per introdurre i nuovi caccia monoposto realizzati nel periodo.
In quest'ambito, Hugo Stinnes junior ed Heinrich Lübbe decisero di inserirsi nel mercato, invitando l'ingegnere Walter Rethel a tornare in patria dai Paesi Bassi per affidargli la direzione del reparto tecnico. Rethel, attingendo all'esperienza maturata prima nella produzione su licenza alla Kondor Flugzeugwerke e poi come progettista alla Fokker, avviò lo sviluppo di un nuovo modello, indicato dall'azienda come SD I, dalle dimensioni particolarmente compatte, ufficialmente destinato a ricoprire il ruolo di aereo da addestramento per la formazione di piloti civili ma predisposto per una veloce riconversione a uso militare in vista di una futura riorganizzazione in tal senso dell'aeronautica tedesca.
L'SD I era un velivolo realizzato in tecnica mista, abbinando la fusoliera con struttura in tubi d'acciaio saldati e rivestita anteriormente con pannelli in lega leggera e posteriormente da tela trattata, con una velatura biplano-sesquiplana, a scalamento positivo e con piano alare inferiore dalle dimensioni nettamente ridotte rispetto al superiore. Particolarità del progetto era quella di essere privo di tiranti di rinforzo tra le ali, collegate alla fusoliera da una struttura centrale e tra loro da due soli montanti interalari, soluzione che nelle intenzioni del progettista doveva ridurre gli attriti aerodinamici a favore di migliori prestazioni. Per la propulsione fu scelto un Bristol Jupiter prodotto su licenza dalla Gnome et Rhône, un nove cilindri radiale raffreddato ad aria in grado di erogare una potenza di 425 PS (313 kW), mentre l'armamento era basato su una coppia di mitragliatrici MG 08/15 calibro 7,92 mm.
Ottenuto un contratto di fornitura per due prototipi dal Reichswehrministerium, il primo caccia a ottenere un accordo commerciale con l'allora esercito tedesco, se ne avviò la costruzione negli stabilimenti di Warnemünde, con il primo dei due esemplari che compì il primo volo l'11 ottobre 1927 presso la Erprobungsstelle Rechlin. Le prove di volo che seguirono rivelarono tuttavia che il modello presentava alcune difficoltà di manovra a bassa velocità, tanto da perdere un esemplare in un incidente che causò la morte del suo pilota collaudatore, l'ingegner Theodor Bienen, cosa che unitamente a una certa diffidenza circa la solidità strutturale complessiva, convinse il personale militare a chiedere l'interruzione dello sviluppo del modello a favore di uno completamente nuovo, l'Arado SD II.